# Gerardo Miranda (Fußballspieler, 1963)
Gerardo Miranda, vollständiger Name William Gerardo Miranda Correa, (* 30. August 1963 in Montevideo) ist ein ehemaliger uruguayischer Fußballspieler.

## Spielerkarriere

### Vereine
Der 1,68 Meter große Offensivakteur Miranda stand zu Beginn seiner Karriere von 1983 bis Mitte 1988 in Reihen des Club Atlético Defensor. 1986 und 1987 wurde er mit 11 bzw. 13 Toren jeweils Torschützenkönig der Primera División. 1987 gewann der mit dem Klub zudem die uruguayische Meisterschaft. Von Juli 1988 bis Mitte 1990 spielte er für den spanischen Zweitligisten UD Salamanca. Von seinem Debüt am 4. September 1988 gegen CD Teneriffa bis zu seinem letzten Einsatz am 27. Mai 1990 gegen Figueres absolvierte er insgesamt 58 Ligaspiele für den Klub und schoss elf Tore. Im Anschluss daran war er bis Mitte 1992 für Gimnasia y Esgrima La Plata in Argentinien aktiv. Dabei soll er mindestens 36 Ligapartien bestritten und vier Treffer erzielt haben. Von Juli 1992 an setzte er seine Karriere bis zur Jahresmitte 1993 bei Nacional Montevideo fort. Danach wechselte er zurück zu Defensor, dass zwischenzeitlich nach einer Fusion den Vereinsnamen in Defensor Sporting geändert hatte. Zuletzt wird er dort 1995 als Spieler geführt.

### Nationalmannschaft
Miranda gehörte der uruguayischen U-20-Auswahl bei der U-20-Südamerikameisterschaft 1983 in Bolivien an. Uruguay schloss das Turnier als Vize-Südamerikameister ab. Im Verlaufe des Turniers wurde er von Trainer José Etchegoyen sechsmal eingesetzt. Dabei erzielte er drei Treffer. Mit der Junioren-Auswahl bestritt er die Junioren-Fußballweltmeisterschaft 1983 in Mexiko.
Er debütierte am 23. September 1992 beim 0:0-Unentschieden im Rahmen der Copa Lipton gegen Argentinien unter Trainer Luis Alberto Cubilla mit einem Startelfeinsatz in der uruguayischen A-Nationalmannschaft. Der zweite Länderspieleinsatz am 29. November 1992 im Freundschaftsspiel gegen Polen war auch gleichzeitig sein letzter. Ein Tor schoss er in der Nationalelf nicht.

### Erfolge
- U-20-Vize-Südamerikameister: 1983
- Uruguayischer Meister: 1987
- Torschützenkönig der Primera División (Uruguay): 1986, 1987

## Trainertätigkeit
Miranda war 2010 als Jugendtrainer bei Defensor Sporting tätig. Ab dem 26. November 2013 gehörte er als Co-Trainer von Fernando Curuchet dem Trainergespann bei der Profimannschaft an.